# Принсеп, Валентин
Валентин Принсеп (англ. Valentine Cameron Prinsep; 14 февраля 1838, Калькутта — 11 ноября 1904, Лондон) — британский исторический и жанровый живописец.
Его отец, Генри Тоби Принсеп, бывший в течение шестнадцати лет членом Совета по делам Индии, обосновался в Литтл-Холанд-Хаусе в Кенсингтоне, который стал центром местного артистического общества. Генри Принсеп был близким другом Дж. Ф. Уотса, у которого сначала учился его сын, с детства увлёкшийся рисованием. Затем Валентин работал в Париже в мастерской Шарля Глейра; им была изображена Таффи, героиня новеллы «Трильби» его друга Джорджа Дюморье. Он был близким другом Милле и Бёрн-Джонса, с которым путешествовал по Италии. Вместе с Россетти и другими художниками принял участие в художественном оформлении зала дискуссионного общества Оксфордского университета. Обучался в Лондонской академии художеств, где его главным наставником был Лейтон, приёмы живописи которого он быстро перенял.
С 1862 года Принсеп начал приобретать известность как салонный художник. Его первой известной работой стала выставленная в 1862 году в академии картина «Бьянка Капелло пытается отравить кардинала Медичи». Известность получили также исполненный им портрет генерала Гордона в китайском костюме (1866), картины «Сестра младенца Моисея сторожит его на Ниле» (1867), «Венецианский любитель искусства», «Бахус и Ариадна», «Смерть Клеопатры» (1870), «Новости из чужбины» (1871), «Влияние весны» (1872), «Менуэт» и «До скорого свидания». В 1877 году отправился в Индию и по итогам поездки написал в 1880 году огромное полотно с изображением происходившего в Дели 1 января 1877 года под председательством вице-короля лорда Лейтона собрания вассалов императрицы Индии, которое затем украшало Букингемский дворец. В 1879 году стал ассоциированным, а в 1894 году действительным членом Королевской академии. В 1879 году издал под заглавием «Imperial India» сочинение о своем путешествии в Индостан и о портретированных им тамошних раджах. В 1884 году женился на Флоренс, дочери известного коллекционера Фредерика Лейланда. Написал также две пьесы, «Cousin Dick» и «Monsieur le Duc», которые были поставлены в Королевском театре и Театре св. Якова соответственно, и две новеллы. Был похоронен на Бромптонском кладбище.
По мнению авторов ЭСБЕ, его картины могли считаться «сочинёнными с умом и вкусом, исполненными с редкой тщательностью и приятными, хотя и не особенно сильными по краскам».